# ست الركب
ست الرَّكب هي شقيقة العالم الجليل ابن حجر العسقلاني حيث إنها تكبر الشيخ بثلاث سنوات 

## السيرة الذاتية
ست الرَّكب، ترجم لها في «أنباء الغمر» و «المجمع المؤسس» قائلًا: «هي ست الرَّكب بنت علي بن محمد بن محمد بن حجر»، وأثنى عليها وقال: «كانت أمي بعد أمي».
كانت قارئة، كاتبة، أعجوبة في الذكاء، نشأت في بيت علم وفقه ونالت الإجازة من والدها ومن علماء مكة ومصر وغيرهم، وكان والدها يوليها رعاية خاصة وكان يأخذها معه إلى المسجد، وهي ما زالت لا تتجاوز العشر سنوات، وكانت تتمتع بذكاء شديد، ورحل والدها وعمرها 7 سنوات.

## عنايتها بأخيها ابن حجر
اعتنت «ست الرَّكب» بتربية أخيها ابن حجر، حيث نشأ ابن حجر يتيمًا أبًا وأمًا، فقد توفى والده عام 777 هـ، وكان ابن حجر لا يزال في سن صغيرة، وكانت أمه توفيت قبل ذلك بمدة، وكانت بارة بأخيها ومحسنة إليه، يقول عنها أخوها: «كانت بي برّة رفيقة محسنة جزاها الله عنّي خيراً، فلقد انتفعت بها وبأدابها مع صغر سنها».

## شيوخها
ذكر الحافظ ابن حجر شيوخها وإجازاتها من مكة ودمشق وبعلبك ومصر، وقال: «وتعلمت الخط وحفظت الكثير من القرآن، وأكثرت من مطالعة الكتب فمهرت في ذلك جدًا»، كما ذكر السخاوي تحصيلها الثقافي وإجازاتها وزواجها وأولادها[بحاجة لمصدر]

## وفاتها
توفيت «ست الرَّكب» وهي شابة عمرها 28 سنة عام 789 هـ، وحزن عليها أخوها ابن حجر حزنًا شديدًا، وقال عنها: «أصبت بها في جمادي الآخرة من هذه السنة» - أي سنة 789 هـ، وقد رثاها أخوها الحافظ ابن حجر في قصيدة قال فيها:
وقال: